# Acrocercops myriogramma
Acrocercops myriogramma är en fjärilsart som beskrevs av Edward Meyrick 1937. Acrocercops myriogramma ingår i släktet Acrocercops och familjen styltmalar. Inga underarter finns listade i Catalogue of Life.